# Bill Skarsgård
Bill Istvan Günther Skarsgård (Vällingby, 9 agosto 1990) è un attore svedese.
È conosciuto principalmente per aver interpretato il ruolo di Pennywise / It nei film horror It (2017) e It - Capitolo due (2019), e nella serie televisiva prequel  Welcome to Derry (2026).

## Biografia
Figlio dell'attore Stellan Skarsgård e della dottoressa My Günther, ha quattro fratelli, tutti attori: Alexander (1976), Gustaf (1980), Sam (1982), Valter (1995), oltre ad una sorella di nome Eija (1992). Inoltre ha due fratellastri, Ossian (2009) e Kolbjörn (2012).
Esordisce nel 2000, al fianco del fratello Alexander, nel film svedese Järngänget. Nel 2011 ottiene una candidatura ai Guldbagge Award per il suo ruolo da protagonista in I rymden finns inga känslor, mentre nel 2013 è tra i protagonisti della serie televisiva di Netflix Hemlock Grove. Nel 2016 viene distribuito The Divergent Series: Allegiant, in cui interpreta Matthew. Nel 2017 è nel cast di Atomica bionda, basato sul fumetto The Coldest City, in cui recita accanto a Charlize Theron e James McAvoy.
Nel giugno 2016 The Hollywood Reporter ha confermato Bill per il ruolo del terrificante pagliaccio mutaforma Pennywise, come antagonista principale dei film horror It (uscito nel 2017) e It - Capitolo due (uscito nel 2019). Il regista Andy Muschietti ha confermato di aver preso in considerazione diversi attori e attrici per il ruolo e di cercare qualcuno con fattezze che ricordassero un bambino. Sulla scelta di Bill ha dichiarato: «Il personaggio ha un comportamento infantile e dolce, ma c'è qualcosa di molto perverso in lui. Bill ha questo equilibrio. Può essere dolce e carino, ma sa anche essere abbastanza inquietante.»
Nel 2021 ottiene il doppiaggio del villain Kro nel film del Marvel Cinematic Universe Eternals, diretto da Chloé Zhao. Nel 2023 interpreta l'avido e malvagio Marchese Vincent Bisset de Gramont nel film John Wick 4, diretto da Chad Stahelski. Nell'aprile 2022 ha ottenuto la parte del protagonista Eric Draven nel film The Crow - Il corvo, diretto da Rupert Sanders (un remake in chiave moderna dell'omonimo film di culto con il defunto Brandon Lee e adattamento cinematografico della miniserie a fumetti di James O'Barr), uscito nelle sale il 28 agosto 2024. Sempre nel 2024 Skarsgård è stato scelto per il ruolo del terribile vampiro Conte Orlok nel film horror Nosferatu, diretto da Robert Eggers (remake del vecchio film Nosferatu il vampiro del 1922). L'attore è pronto anche per riprendere lo stesso ruolo di Pennywise nella serie televisiva horror su HBO  Welcome to Derry, prequel del film It (2017) e del suo sequel It - Capitolo due (2019).

## Vita privata
È fidanzato con l'attrice Alida Morberg, con la quale ha avuto due figli.

## Filmografia

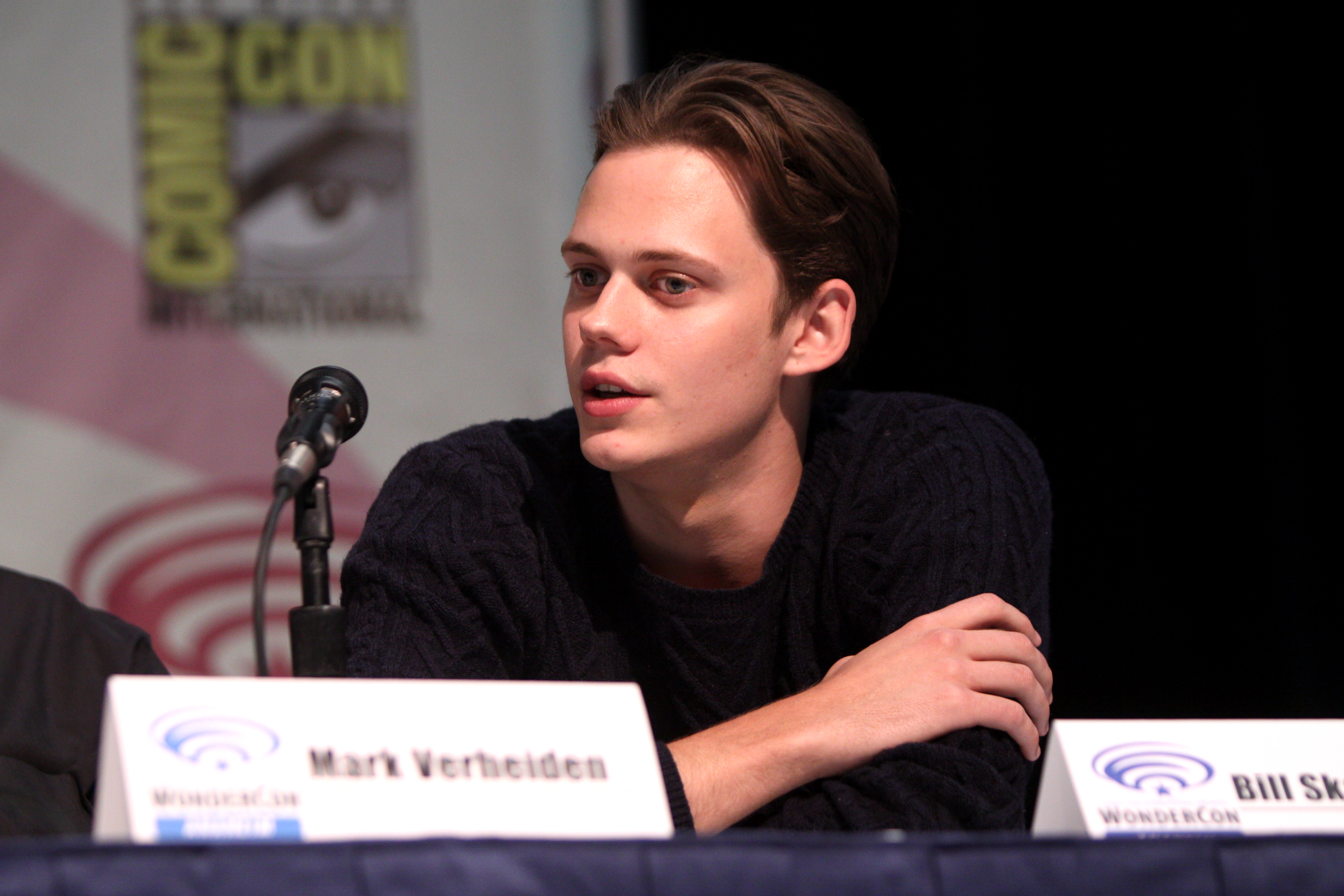
Skarsgård al Wondercon 2013 di Los Angeles

### Attore

#### Cinema
- Järngänget, regia di Jon Lindström (2000)
- Myskväll, regia di Amanda Adolfsson – cortometraggio (2007)
- Arn - Riket vid vägens slut, regia di Peter Flinth (2008)
- Pigan brinner!, regia di Martin Lima de Faria e Anette Skåhlberg – cortometraggio (2008)
- Kenny Begins, regia di Mats Lindberg e Carl Åstrand (2009)
- I rymden finns inga känslor, regia di Andreas Ӧhman (2010)
- Himlen är oskyldigt blå, regia di Hannes Holm (2010)
- Kronjuvelerna, regia di Ella Lemhagen (2011)
- Simon och ekarna, regia di Lisa Ohlin (2011)
- Anna Karenina, regia di Joe Wright (2012)
- Victoria, regia di Torun Lian (2013)
- The Divergent Series: Allegiant, regia di Robert Schwentke (2016)
- A Stone Appears, regia di Constantine Venetopoulos – cortometraggio (2016)
- Alteration, regia di Jérôme Blanquet – cortometraggio (2017)
- Battlecreek, regia di Alison Eastwood (2017)
- Atomica bionda (Atomic Blonde), regia di David Leitch (2017)
- It, regia di Andy Muschietti (2017)
- Assassination Nation, regia di Sam Levinson (2018)
- Deadpool 2, regia di David Leitch (2018)
- Malvagi (Villains), regia di Dan Berk e Robert Olsen (2019)
- It - Capitolo due (It: Chapter Two), regia di Andy Muschietti (2019)
- Nine Days, regia di Edson Oda (2020)
- Le strade del male (The Devil All the Time), regia di Antonio Campos (2020)
- Naked Singularity, regia di Chase Palmer (2021)
- Barbarian, regia di Zach Cregger (2022)
- John Wick 4 (John Wick: Chapter 4), regia di Chad Stahelski (2023)
- Boy Kills World, regia di Moritz Mohr (2023)
- The Crow - Il corvo (The Crow), regia di Rupert Sanders (2024)
- Nosferatu, regia di Robert Eggers (2024)
- Locked - In trappola (Locked), regia di David Yarovesky (2025)

#### Televisione
- Pappa polis – miniserie TV, episodi 1x1-1x2 (2002)
- Livet i Fagervik – serie TV, episodio 2x02 (2009)
- Arn – miniserie TV, episodi 1x5-1x6 (2010)
- Hemlock Grove – serie TV, 33 episodi (2013-2015)
- Castle Rock – serie TV, 12 episodi (2018-2019)
- Soulmates – serie TV, episodio 1x4 (2020)
- Clark – serie TV, 6 episodi (2022)
- Welcome to Derry – serie TV (2026)

### Doppiatore
- Moomins and the Winter Wonderland, regia di Ira Carpelan e Jakub Wronski – cortometraggio (2017)
- Eternals, regia di Chloé Zhao (2021)

## Doppiatori italiani
Nelle versioni in italiano delle opere in cui ha recitato, Bill Skarsgård è stato doppiato da:
- Emiliano Coltorti in It, It - Capitolo due, Le strade del male, Soulmates, Barbarian, Clark, Nosferatu
- Emanuele Ruzza in Nine Days, Naked Singularity, John Wick 4
- Manuel Meli in The Crow - Il corvo, Locked - In trappola
- Federico Viola in Hemlock Grove
- David Chevalier in The Divergent Series: Allegiant
- Maximilian Dirr in Atomica bionda
- Alessio Nissolino in Deadpool 2
- Massimo Triggiani in Castle Rock
- Andrea Oldani in Malvagi
- Sergio Lucchetti in Eternals
- Angelo Evangelista in Boy Kills World